# Gustaviidae
Gustaviidae zijn  een familie van mijten. Bij de familie is één geslacht met 17 soorten ingedeeld.